# Alosa sabota
L'alosa sabota (Calendulauda sabota) és una espècie d'ocell de la família dels alàudids (Alaudidae).

## Hàbitat i distribució
Habita zones arbustives en zones rocoses i sabanes amb acàcies d'Àfrica Meridional, a l'est de Botswana, sud-oest de Zimbabwe, sud-est d'Angola, sud de Moçambic i nord-est de Sud-àfrica.